# Martin Schwarzschild
Martin Schwarzschild (Potsdam, 31 mei 1912 – Langhorne, 10 april 1997) was een Amerikaans astrofysicus van Joods-Duitse afkomst. Hij is bekend om zijn werk aan de dynamica van sterrenstelsels.

## Jeugd
Martin Schwarzschild was de zoon van de astrofysicus Karl Schwarzschild en de neef van de Zwitserse astrofysicus Robert Emden. Na de dood van vader in 1916 keerde het gezin terug naar Göttingen. Martin Schwarzschild studeerde te Göttingen en daarna te Berlijn. In december 1936 promoveerde hij te Göttingen bij Hans Kienle over de theorie van de pulsatie van Cepheïden.

## Vlucht naar Amerika
In 1936 vluchtte hij vanwege zijn Joodse afkomst uit Nazi-Duitsland, eerst naar Noorwegen en dan naar de Verenigde Staten, waar hij in 1942 staatsburger werd. Zijn oudere zus was al eerder Duitsland ontvlucht, maar zijn jongere broer kon Duitsland niet tijdig verlaten en pleegde zelfmoord.

## Tweede Wereldoorlog
Tijdens de Tweede Wereldoorlog werkte hij voor de inlichtingendienst van het Amerikaans leger in Italië en werd daarvoor onderscheiden met de Legion of Merit en de Bronze Star. Hij trouwde met collega astronome Barbara Cherry.

## Princeton
In 1947 ging hij naar Princeton University, waar hij werkte tot zijn emeritaat in 1979. Zijn terrein was vooral  de sterevolutie, waarin in de jaren 50 vooruitgang geboekt werd door computerberekeningen. Schwarzschild begon met een eenvoudig model voor de zon in 1946 en breidde dit dan uit naar andere sterren in de hoofdreeks van het Hertzsprung-Russelldiagram, onder meer hoe sterren rode reuzen werden.
Hij werkte aan de structuur en de evolutie van sterren, pulsars, de differentiële rotatie van de zon, waterstofbronnen in een schil, de heliumflits, de leeftijd van een sterrenhoop.

## Stratoscope

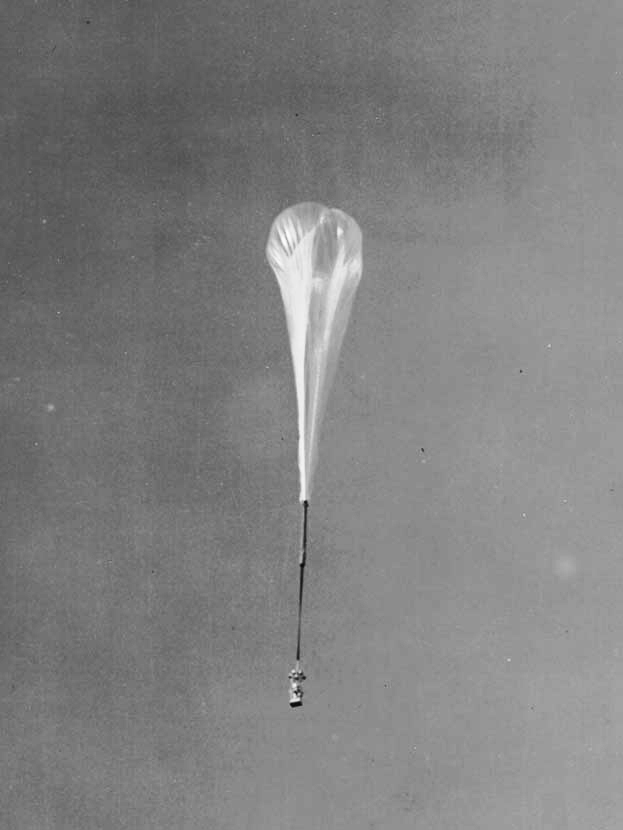
De Stratoscope I in 1957

Hij bestudeerde convectie in de atmosfeer van sterren en granulatie van de fotosfeer van de zon. Samen met zijn vriend Lyman Spitzer en James Van Allen ontwikkelde hij een 90 cm spiegeltelescoop aan een heteluchtballon die tot in de stratosfeer opsteeg om zo opnames te maken zonder hinder van de atmosfeer. Met de Stratoscope I en II werden in de jaren 50 en de jaren 60 de scherpste beelden van de zon en van sterrenstelsels gemaakt tot de Hubbletelescoop. Stratoscope I maakte scherpe beelden van zonnevlekken en granulatiekorrels en bevestigde convectie in de zon. Stratoscope II legde de infrarood spectra vast van planeten, rode reuzen en de centra van sterrenstelsels. Hij voorspelde dat ook rode reuzen zoals Betelgeuze hete vlekken zouden vertonen, wat nadien door waarnemingen bevestigd is.

## Sterrenstelsels
Schwarzschild werkte sinds de jaren 70 aan de dynamica van sterrenstelsels. Hij ontwikkelde een model voor een elliptisch sterrenstelsel.
In de jaren 80 bouwde hij een numeriek model voor een triaxiaal sterrenstelsel.
Planetoïde 4463 Marschwarzschild is naar hem genoemd.

## Publicaties
- Structure and Evolution of the Stars, 1958

- Bibsys: 4064230
- Bibliothèque nationale de France: cb12280658d (data)
- CiNii: DA01768872
- Gemeinsame Normdatei: 132511800
- International Standard Name Identifier: 0000 0001 1774 6819
- Library of Congress Control Number: n83827671
- Mathematics Genealogy Project: 140133
- Nationale bibliotheek van Australië: 35108077
- Nationale Bibliotheek van Israël: 987007437110705171
- Nederlandse Thesaurus van Auteursnamen: 141200553
- Réseau des bibliothèques de Suisse occidentale: 02-A003812468
- SNAC: w64t9pnj
- Système universitaire de documentation: 031627765
- Trove: 828977
- Virtual International Authority File: 91504545
- WorldCat: E39PBJjHdbvFgxXQmg3jwhGGpP